# ضريح بيبي شهربانو
ضريح بيبي شهربانو (بالفارسية: آرامگاه بی‌بی‌ شهربانو) هو مزار يقع بالقرب من الري، الضاحية الجنوبية طهران، إيران. يقع الضريح خارج المدينة الحالية على منحدر سلسلة جبلية صغيرة تمتد شرقًا. يرجع تاريخ أقدم أجزاء الضريح إلى القرن الخامس عشر، أي قبل فترة الدولة الصفوية بفترة قصيرة. ناقش الباحثون ما إذا كان اسم الضريح والموقع يمكن أن يشير إلى موقع مقدس سابق للإسلام، فمن الممكن أن يكون ملاذًا للإلهة أناهيتا (في الزرادشتية).

## أعلام
- شهربانو

## وصلات خارجية
- Art. ŠAHRBĀNU in Enyclopedi Iranica